# Siren (曲)
『Siren』（サイレン）は、韓国のボーイズグループ・RIIZEのデジタルシングル。2024年4月3日にカカオエンターテインメントより発売された。

## 概要
本楽曲は、RIIZEのデビュー直前となった2023年8月、1分強のパフォーマンス映像がYouTubeに公開されて話題を呼んだ楽曲。サイレンの音が鳴り響く中、メンバーがダイナミックなダンスを披露し、強烈なインパクトを残しており、全世界で正式音源の発売を求める声が高まっていた。
2024年6月リリースの1stミニアルバム『RIIZING』に先駆け、本楽曲を皮切りに、4月18日には「Impossible」、29日には、新たに3曲の収録曲が公開された。
なおフルバージョンの曲は、リリース時に活動を休止していたスンハンの参加なしに再録音されており、2023年8月に公開されたスンハンのパートは、ソンチャンが担当している。

## 背景とリリース
2023年5月、SMエンタテインメントから年内に新人ボーイズグループをデビューさせることが発表された。8月7日には、グループデビューの詳細が発表され、「Siren」のパフォーマンスビデオがYouTubeにて公開された。なお、この曲はデビューアルバム『Get A Guitar』には収録されておらず、全世界で正式音源の発売を求める声が高まっていた。
2023年11月28日、京セラドームで行われた2023 MAMA AwardsにRIIZEが出演し、「Talk Saxy」と「Siren」を披露。「Siren」は多少アレンジが加えられており、ショウタロウのダンスブレイクも含まれていた。
2024年3月、SMエンタテインメントは、RIIZEが第2四半期にミニアルバムをリリースすると発表。4月3日には、6月に1stミニアルバム『RIIZING』を発売することを正式に発表した。同日、アルバム発売に先駆け、「Siren」のフルバージョンをデジタルリリースした。本楽曲は『RIIZING』の2曲目に収録された。

## 収録曲
1. Siren [2:27]
  - 作詞：Hye Hyun Bang
  - 作曲：Benjamin 55 / Young Chance / Xydo
  - 編曲：Benjamin 55

## リミックス
2024年12月11日、リミックスバージョン「Siren (Noisyfloor Remix)」がリリースされた。SM傘下のダンスミュージックレーベル・ScreaM Recordsのコンピレーションアルバム『K-POP ScreaM 1』に収録されている。

## 関連動画
| 公開日         | タイトル | タイトル                 | リンク |
| -------------- | -------- | ------------------------ | ------ |
| 2023年8月7日   | Siren    | Performance Video        | ▶      |
| 2023年9月6日   | Siren    | PV Behind                | ▶      |
| 2023年8月11日  | Siren    | Dance Practice           | ▶      |
| 2023年10月19日 | Siren    | Dance Lesson             | ▶      |
| 2024年4月3日   | Siren    | Dance Practice Day3      | ▶      |
| 2024年5月22日  | Siren    | Dance Lesson (Full ver.) | ▶      |
| 2023年10月23日 | Siren    | Recording                | ▶      |
| 2024年6月17日  | Siren    | Audio                    | ▶︎      |

## リリース日程
| 地域                     | 日付           | 規格  | レーベル                 |
| Siren                    | Siren          | Siren | Siren                    |
| ------------------------ | -------------- | ----- | ------------------------ |
| 韓国                     | 2024年4月3日   | 配信  | SM / カカオ              |
| 世界                     | 2024年4月3日   | 配信  | SM / カカオ              |
| 日本                     | 2024年4月3日   | 配信  | ユニバーサルミュージック |
| Siren (Noisyfloor Remix) |                |       |                          |
| 韓国                     | 2024年12月11日 | 配信  | SM・ScreaM / カカオ      |
| 世界                     | 2024年12月11日 | 配信  | SM・ScreaM / カカオ      |
| 日本                     | 2024年12月11日 | 配信  | ユニバーサルミュージック |